# Sailly-Flibeaucourt
Sailly-Flibeaucourt és un municipi francès situat al departament del Somme i a la regió dels Alts de França. L'any 2007 tenia 1.026 habitants.

## Demografia

### Població
El 2007 la població de fet de Sailly-Flibeaucourt era de 1.026 persones. Hi havia 402 famílies de les quals 98 eren unipersonals (53 homes vivint sols i 45 dones vivint soles), 130 parelles sense fills, 138 parelles amb fills i 36 famílies monoparentals amb fills.
La població ha evolucionat segons el següent gràfic:
Habitants censats

### Habitatges
El 2007 hi havia 458 habitatges, 417 eren l'habitatge principal de la família, 25 eren segones residències i 16 estaven desocupats. 406 eren cases i 49 eren apartaments. Dels 417 habitatges principals, 313 estaven ocupats pels seus propietaris, 99 estaven llogats i ocupats pels llogaters i 5 estaven cedits a títol gratuït; 1 tenia una cambra, 26 en tenien dues, 66 en tenien tres, 141 en tenien quatre i 183 en tenien cinc o més. 290 habitatges disposaven pel capbaix d'una plaça de pàrquing. A 177 habitatges hi havia un automòbil i a 174 n'hi havia dos o més.

### Piràmide de població

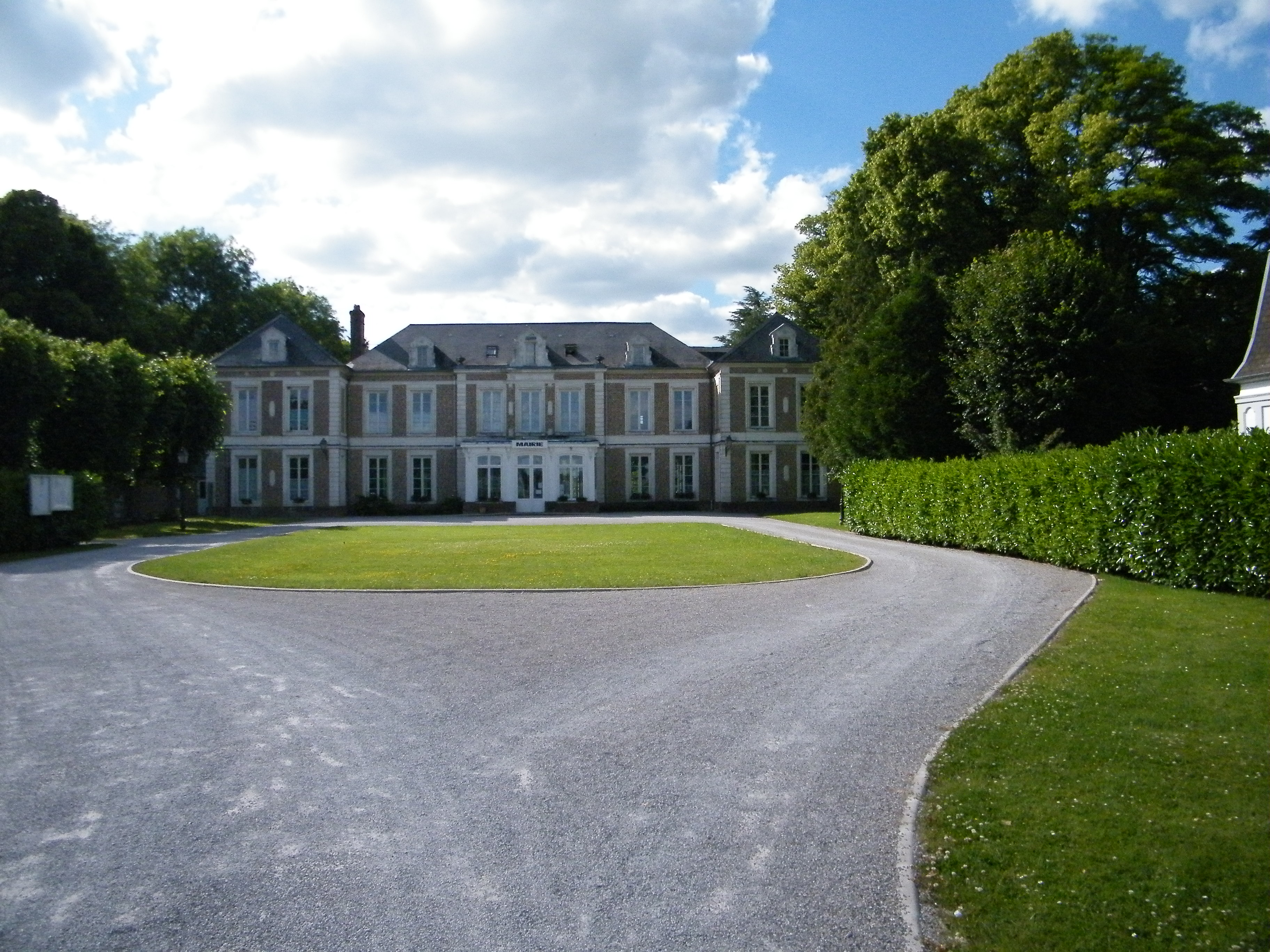

La piràmide de població per edats i sexe el 2009 era:
| Homes | Edats   | Dones |
| ----- | ------- | ----- |
| 0     | 95 o +  | 0     |
| 0     | 90 a 94 | 0     |
| 0     | 85 a 89 | 8     |
| 0     | 80 a 84 | 8     |
| 24    | 75 a 79 | 28    |
| 20    | 70 a 74 | 24    |
| 40    | 65 a 69 | 20    |
| 24    | 60 a 64 | 16    |
| 28    | 55 a 59 | 28    |
| 48    | 50 a 54 | 32    |
| 32    | 45 a 49 | 20    |
| 44    | 40 a 44 | 36    |
| 32    | 35 a 39 | 48    |
| 28    | 30 a 34 | 16    |
| 40    | 25 a 29 | 44    |
| 12    | 20 a 24 | 28    |
| 20    | 15 a 19 | 24    |
| 24    | 10 a 14 | 36    |
| 40    | 5 a 9   | 36    |
| 28    | 0 a 4   | 20    |

## Economia

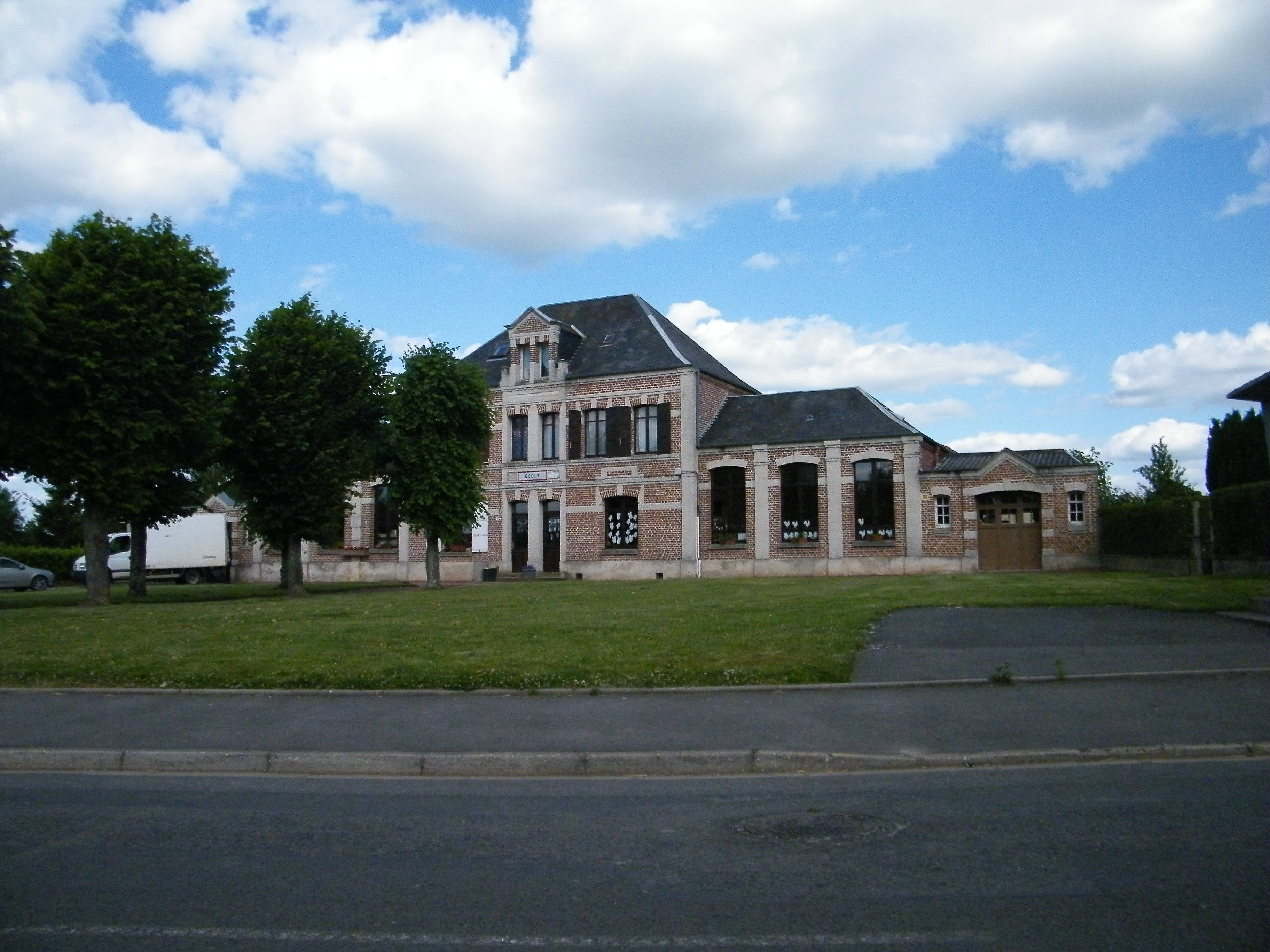

El 2007 la població en edat de treballar era de 646 persones, 446 eren actives i 200 eren inactives. De les 446 persones actives 384 estaven ocupades (220 homes i 164 dones) i 62 estaven aturades (26 homes i 36 dones). De les 200 persones inactives 74 estaven jubilades, 39 estaven estudiant i 87 estaven classificades com a «altres inactius».

### Ingressos

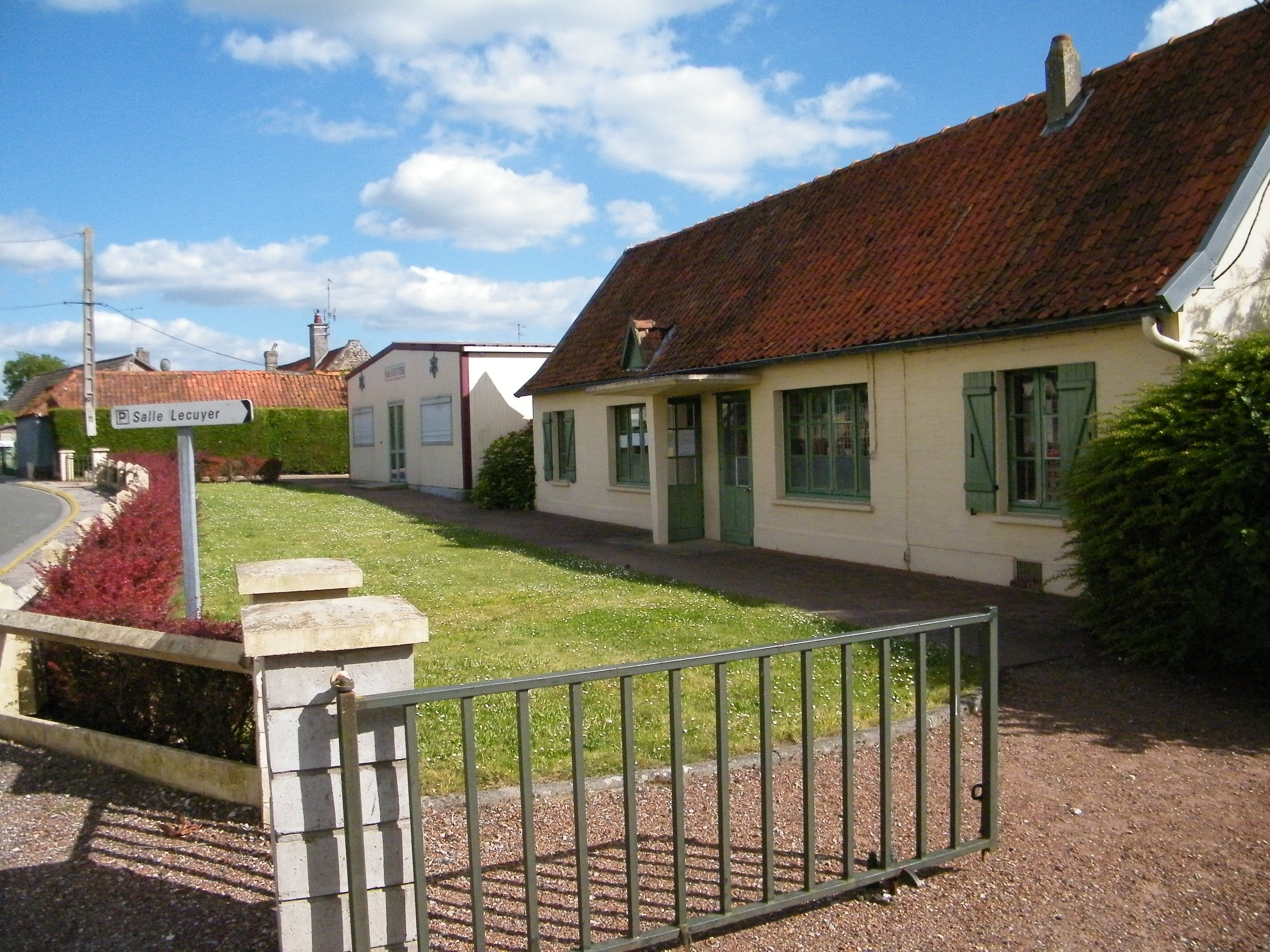

El 2009 a Sailly-Flibeaucourt hi havia 401 unitats fiscals que integraven 989 persones, la mediana anual d'ingressos fiscals per persona era de 15.958 €.

### Activitats econòmiques
Dels 28 establiments que hi havia el 2007, 1 era d'una empresa extractiva, 1 d'una empresa alimentària, 3 d'empreses de fabricació d'altres productes industrials, 3 d'empreses de construcció, 6 d'empreses de comerç i reparació d'automòbils, 1 d'una empresa de transport, 3 d'empreses d'hostatgeria i restauració, 2 d'empreses d'informació i comunicació, 2 d'empreses financeres, 1 d'una empresa immobiliària, 3 d'entitats de l'administració pública i 2 d'empreses classificades com a «altres activitats de serveis».
Dels 5 establiments de servei als particulars que hi havia el 2009, 1 era una oficina de correu, 2 lampisteries, 1 perruqueria i 1 restaurant.
Dels 2 establiments comercials que hi havia el 2009, 1 era una botiga de menys de 120 m² i 1 una joieria.
L'any 2000 a Sailly-Flibeaucourt hi havia 14 explotacions agrícoles que ocupaven un total de 1.150 hectàrees.

## Equipaments sanitaris i escolars
L'únic equipament sanitari que hi havia el 2009 era una farmàcia.
El 2009 hi havia una escola elemental.

## Poblacions més properes
El següent diagrama mostra les poblacions més properes.